# Монастырка (Пермский край)
Монастырка — село в Пермском крае России, в составе Осинского района, Верхнедавыдовского сельского поселения.

## География
Село расположено на устье малой реки Копанки на правом берегу Камы, противоположном от районного центра, города Осы. Северная пристань паромной переправы "Оса—Монастырка".

## История
Образование поселения относят в XVI век, связывая его с возникновением Осинского Преображенского монастыря.
Из писцовой книги А. Палицына следует, что на противоположном (от города Осы) правом берегу Камы в середине 1590-х годов существовала часовня с двумя монахами: «черным» священником Ионом Пошехонцем и старцем Амросием Мезенцем. Они прибыли с дальнего севера для обращения язычников в христианство и основали монастырь Преображения Господа Бога.

Об основании градообразующего Осинского Преображенского монастыря сохранились следующие подробности:
На правомъ берегу Камы противъ г. Осы существуетъ городище и возлѣ него по теченію рѣки—глубокій буерагъ, вблизи котораго находились монастырскія строенія, а самый монастьірь находился на берегу подъ городищемъ. Вблизи этого мѣста существуетъ деревня внизъ по теченію Камы подъ именемъ „слободы подъ Монастырской» остатокъ Осинскаго Преображенскаго монастыря. О постройкѣ монастыря мы встрѣчаемъ указанія въ писцовой книгѣ 1596 года «на Осѣ же слободы версты на двѣ за рѣкою Камой въ Казанскую сторону, на берегу подъ городищемъ часовня попа чернаго священника Іоны Прокофьева пошехонца да старца Арсенія Мезенца, а строитъ тотъ монастырь государевъ богомолецъ-монастырь во имя Преображенія Господня Бога и Спаса нашего I. X. да и Зосимы и Саватія Соловецких чудотворцевъ и подъ монастыремъ земли вдоволь и поперекъ по 50 саженей». Осинскій монастырь упраздненъ за малобратствомъ въ 1727 году. Построеніе монастыря Іоною и Арсеніемъ было въ 1551 году, слѣдовательно, монастырь существовалъ 166 лѣтъ. Теперь на мѣстѣ монастыря находится часовня во имя Преображенія Господня.

## Население
| 2010 |
| ---- |
| 104  |

## Археологические памятники
К востоку от села (ближе к соседнему селу Богомягкову) находится Богомягковское селище, относимое к I половине I тысячелетия до н.э., т.е. к железному веку.

## Хозяйство
В настоящее время в Монастырке находится единственная (среди сельских поселений района) частная пекарня, где ежедневно выпекается до 400 буханок хлеба высшего, первого и второго сорта.